# مدرسه جده بزرگ
مدرسه جده بزرگ مربوط به دوره صفوی است و در اصفهان، میدان نقش جهان، بازار بزرگ، بازار قهوه کاشیها واقع شده و این اثر در تاریخ ۱ دی ۱۳۴۸ با شمارهٔ ثبت ۸۹۲ به‌عنوان یکی از آثار ملی ایران به ثبت رسیده‌است.
مدرسه دیگری به نام مدرسه جده کوچک نیز وجود دارد.

## پیشینه
این مدرسه در سال ۱۰۵۸ قمری به دستور حوری نام خانم، جدهٔ کوچک شاه عباس دوم (سل ۱۰۵۲–۱۰۷۷ق/۱۶۴۲–۱۶۶۶م) ساخته شده‌است. صفت بزرگ در نام مدرسه بیانگر وسعت بیشتر آن نسبت به مدرسه‌ای به همین نام (جدهٔ کوچک)، اما با وسعتی کمتر در بازار اصفهان است.

## معماری
مدرسهٔ جدهٔ بزرگ در زمینی مستطیل شکل به ابعاد ۳۲×۴۰ متر با مصالح آجر، در دو طبقه ساخته شده‌است؛ عناصر و اجزاء ساختمانی و فضاهایی که روی دو محور عمود برهم قرار گرفته‌اند، در اشکالی چون ایوان، حجره‌هایی در دو طبقه، هشتی، دالان، پیش طاق، چاه خانه، وضوخانه و حیاط برپا شده‌است. نقشهٔ بنا به صورت ۴ ایوانی، با حجره‌هایی در طرفین هریک از ایوان‌ها، پیرامون یک حیاط مرکزی به شکل هشت گوش نامنظم (نگینی) است.
کلیهٔ فضاهای اصلی مدرسه گرداگرد حیاطی به شکل هشت گوش نامنظم (نگینی)، هر ضلع شمالی-جنوبی ۳۴ متر، غربی-شرقی ۲۳ متر، و ۴ ضلع واقع در گوشه‌ها هر یک به‌اندازهٔ ۳ متر ترتیب یافته‌اند. کف حیاط سنگ‌فرش است و به نظر می‌رسد که از زمان ساخت تاکنون تغییری اساسی نیافته‌است. این حیاط که همهٔ ساخت و سازهای داخل بنا به نحوی به آن پیوند می‌خورد، از نظر کاربری با تقسیم مسیرها، ارتباط میان فضاهای اصلی بنا را میسر می‌سازد. نکتهٔ قابل توجه در طراحی این مدرسه عبور دادن شعبهٔ نهری از حیاط آن بوده‌است، بدین ترتیب که این نهر از زیر حجرهٔ منتها الیه جنوب شرقی در ضلع جنوبی وارد آبراهه‌ای سنگی در حیاط مدرسه می‌شده، و پس از عبور از روی خط مرکزی محور غربی-شرقی، روبه روی ایوان شرقی با یک تغییر مسیر به سمت جنوب، از زیر حجرهٔ منتها الیه ضلع جنوب غربی به خارج از بنا هدایت، و ادامهٔ مسیر می‌داده‌است.
در حال حاضر این نهر پر شده، و به صورت باغچه‌ای با گل و گیاه درآمده‌است. این دگرگونی به حدی است که بدون سابقهٔ ذهنی نمی‌توان وضع پیشین این باغچه‌ها را تصور کرد.
ایوان شمالی به عمق ۲/۵ متر است و در پشت آن اتاق بزرگی به‌اندازهٔ ۴×۷ متر که به عنوان مدرسهٔ زمستانی استفاده می‌شده‌است، قرار دارد. در هر دو سوی ایوان یک پلکان برپا ست که دسترسی به طبقهٔ بالا را میسر می‌سازد و نیز مانع اتصال مستقیم ایوان به حجره‌ها ست. ایوان جنوبی با شمالی متقارن، و از نظر ساختار و کاربری مطابق با آن است. ایوان غربی، با دهانه‌ای به پهنای ۶/۵ متر و عمق ۲/۵ متر، از طریق دهانه‌ای که در مرکز آن گشوده شده، به فضای هشتی و مجموعهٔ ورودی متصل می‌شود؛ کاربری آن با توجه به پیوندش با مجموعهٔ ورودی به یک فضای عبوری ـ ارتباطی بدل شده‌است. ایوان شرقی، ۶/۵ متر پهنا و ۵/ ۹ متر عمق دارد. در میان ضلع جنوبی آن محرابی تعبیه شده‌است. با توجه به این محراب و اندازه‌های ایوان، کاربری آن به عنوان نمازخانهٔ مدرسه روشن است.
این مدرسه ۳۳ حجره در طبقهٔ همکف و ۳۶ حجره در طبقهٔ اول دارد. هر حجرهٔ طبقهٔ همکف شامل یک ایوانچهٔ ورودی، اتاق اصلی و پستو ست. حجره‌های واقع در گوشه‌ها و تمامی حجره‌های طبقهٔ بالا فاقد پستو هستند. مجموعه ورودی در میانهٔ ضلع غربی ساختمان و عمود بر محور بازار که جهت آن شمالی-جنوبی است، قرار دارد و شامل پیش طاق، درگاه، هشتی، دالان و ایوان است. حریم پیش طاق ورودی با تفاوت مصالح به کار رفته -ازارهٔ سنگی- از سطوح حجره‌های مجاور در بازار متمایز است. مسیر ورود به ترتیب از پیش طاق که در دو سوی آن دو سکوی سنگی قرار دارد، درگاه، دالان، هشتی و ایوان است که دسترسی مستقیم به حیاط و محیط داخلی مدرسه را میسر می‌سازد. میان محور پیش طاق ورودی و محور مدرسه‌اندکی اختلاف وجود دارد، با طراحی یک هشتی و تغییر استادانهٔ مسیر، این تفاوت به سادگی برطرف شده‌است. هشتی افزون بر کاربری اصلی، به عنوان یک فضای تقسیم‌کننده، بر شکوه مسیر ورود نیز افزوده‌است.
در منتها الیه جنوب شرقی ضلع شرقی پس از یک ایوانچه و یک دالان فضای وضوخانه و بخشهای وابسته به آن قرار داشته‌است که در نوسازی سالهای اخیر به‌طور کامل تخریب شده، و وضوخانه و آبریزگاه نوسازی جایگزین آن شده‌است.

## نمازخانه
در پشت ایوان بزرگ‌ترین فضای معماری مدرسه، نمازخانه قرار دارد و در میانهٔ بدنهٔ جنوبی آن محراب تعبیه شده‌است و پوشش آن به صورت طاق و چشمه است. تنها تزیین ایوان کاشی کاری پشت بغل‌های دو سوی آن است که با توجه به کتیبهٔ آن: «گشت تعمیر این خجسته بنا ۱۳۴۴» حکایت از تعمیر آن در چند دههٔ اخیر دارد.
مدرسه از ۴ سو به بافت شهری پیوسته‌است و فقط در جبههٔ غربی، پیش طاق ورودی آن در کنار منبر با نمایی طراحی شده و تزیینی است. پیش طاق ورودی شامل یک طاق جناغی در قابی مستطیل شکل عمودی، با تزیینات کاشی هفت رنگ است. این کاشیها با نقوش اسلیمی و ختایی، و در رنگهای زرد، سبز و آبی فیروزه‌ای بر زمینهٔ آبی لاجوردی آراسته شده‌اند. درست بالای درگاه ورودی، کتیبهٔ بنیاد بنا از کاشی به خط ثلث به رنگ سفید بر زمینهٔ لاجوردی با رقم محمدرضا امامی و تاریخ ۱۰۵۸ق قرار دارد که در آن از جدهٔ شاه عباس دوم صفوی به عنوان بانی مدرسه و وقف آن بر طلبهٔ مذهب اثنا عشریه، نام برده شده‌است. ۳ کتیبه نیز به خط کوفی بنایی با نامهای «الله»، «محمد» و «مبارک باد» به شیوهٔ کاشی کاری معرق اجرا شده‌است. این مدرسه در تاریخ ۱/۱۰/ ۱۳۴۸ش به شمارهٔ ۸۹۲ در فهرست آثار ملی به ثبت رسیده‌است.